# Kronberget
Kronberget är ett naturreservat i Vännäs kommun i Västerbottens län.
Området är naturskyddat sedan 2014 och är 10 hektar stort. Reservatet omfattar en del av östsluttningen av Kronberget. Reservatet består av barrskog med mest gran.